# Sonic the Hedgehog
Sonic the Hedgehog (ソニック・ザ・ヘッジホッグ?, Sonikku za Hejjihoggu), letteralmente in italiano Sonic il riccio, è un personaggio immaginario, e il protagonista dell'omonima serie di videogiochi.
Il suo nome deriva dalla parola inglese "sonico": infatti è un riccio blu con la capacità di superare la velocità del suono. Sonic the Hedgehog è il protagonista dell'omonima serie videoludica, sviluppata principalmente da Sonic Team; è stato introdotto per la prima volta in Rad Mobile sotto forma di cameo, e di seguito apparve in Sonic the Hedgehog per il Sega Mega Drive il 23 giugno 1991 come protagonista giocabile. Da allora il personaggio è apparso in numerosi videogiochi e media correlati, inclusi fumetti, serie animate e film.
Sonic è l'attuale mascotte della casa videoludica giapponese SEGA, creato nel 1991 quando la casa madre, con l'avvento delle console a 16 bit, decise di ideare una nuova serie di videogiochi capace di vendere milioni di copie, sostituendo la serie di videogiochi di Alex Kidd, considerata la mascotte non ufficiale della SEGA, con una nuova serie di punta. Naoto Ōshima, Hirokazu Yasuhara e Yūji Naka crearono e svilupparono il personaggio in tutte le sue caratteristiche, conferendogli un'immagine fresca e innovativa che contrastasse quella di Nintendo e della loro mascotte Mario. Nel 1998, Yuji Uekawa creò un nuovo design per il personaggio usato a partire da Sonic Adventure, dandogli un aspetto più maturo progettato per attrarre i giocatori adulti.
Sonic è una delle icone videoludiche più famose al mondo, con oltre ottanta milioni di copie dei suoi videogiochi vendute nel mondo dal 2011. Nel 2005, Sonic è stato uno dei primi importanti personaggi dei videogiochi del genere ad ottenere una stella alla Walk of Game, assieme a Mario e Link. Dal 2014 la serie è il settimo franchise videoludico più venduto al mondo, con oltre 140 milioni di unità vendute.

## Creazione

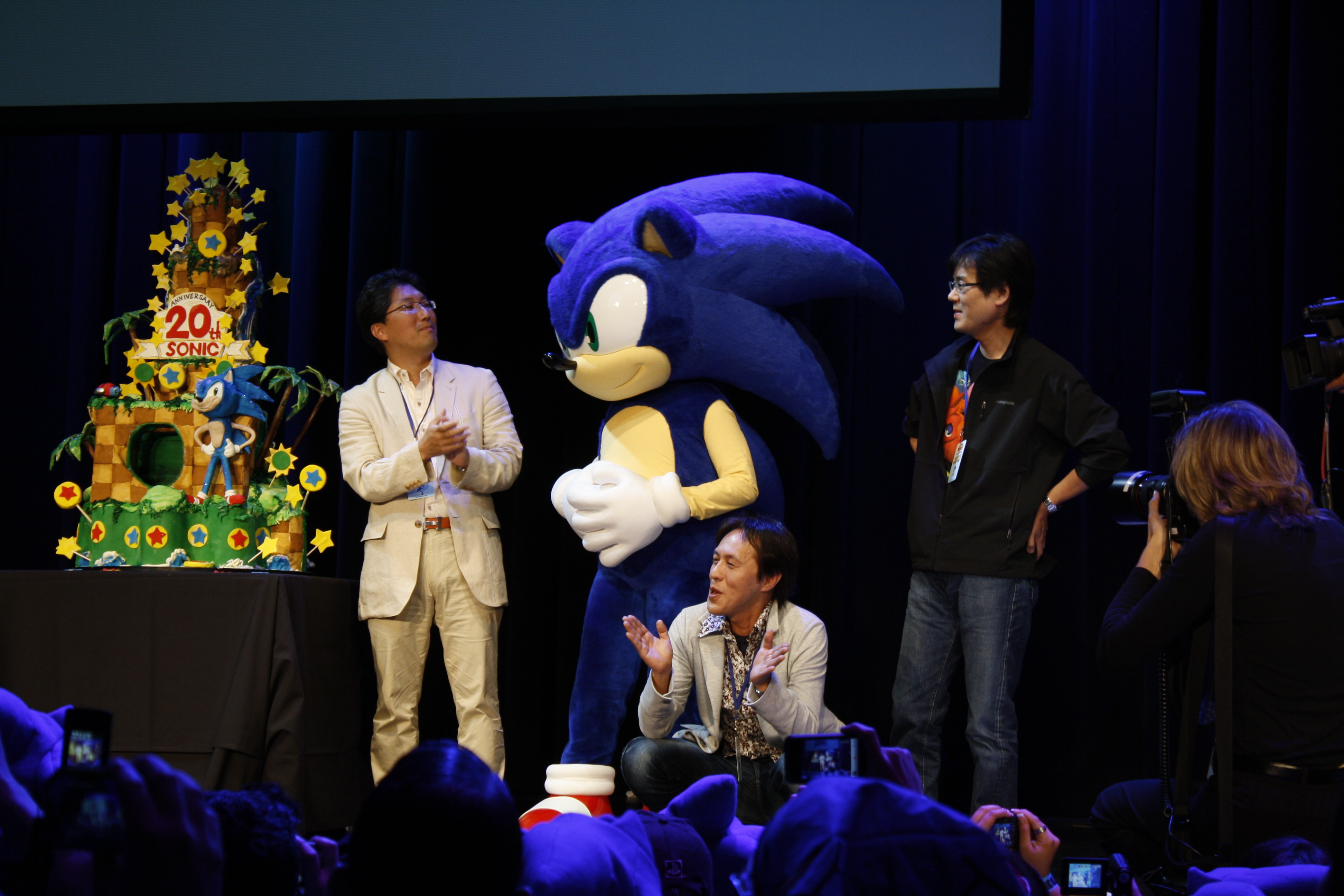
Yuji Naka, Naoto Ōshima e Hirokazu Yasuhara con al centro un costume di Sonic durante la celebrazione dei 20 anni dalla creazione del personaggio

La creazione del riccio blu nacque quando SEGA era alla ricerca di una nuova serie videoludica di punta per competere con la Nintendo (e la sua serie di punta Mario) e per sostituire Alex Kidd, considerato la mascotte non ufficiale dell'azienda e il cui ultimo titolo Alex Kidd in Miracle World, titolo di lancio del Sega Mega Drive, ebbe scarso successo e non contribuì alle vendite della console. Tra i circa 200 bozzetti che vennero proposti figurarono un armadillo (che in seguito venne riutilizzato per lo sviluppo di Mighty the Armadillo), un cane, una caricatura di Theodore Roosevelt in pigiama (che divenne la base del design di Eggman) e un coniglio ispirato a Bugs Bunny che afferra e lancia gli oggetti con le orecchie, che però risultavano poco fluide.
Successivamente, durante un viaggio a Central Park, Naoto Ōshima diede origine ad un riccio di colore verde acqua, inizialmente noto come Harinezumi, il quale venne scelto come personaggio rappresentativo. Gli sviluppatori dell'azienda ricolorarono il riccio in blu per marketing, per abbinare il colore a quello del logo SEGA, ispirandosi successivamente anche a dei personaggi reali. Ad esempio, le sue scarpe sono un design ispirato agli stivali indossati da Michael Jackson nell'album del 1987 Bad, bianche e rosse come omaggio a Babbo Natale e per mettere in risalto i movimenti delle gambe. Poiché il team voleva creare un eroe sicuro di sé, la sua personalità e l'atteggiamento furono un omaggio allo slogan «Get it done» del futuro presidente degli Stati Uniti Bill Clinton, anche se dal 1998 ad oggi sono molto cambiate; per lo stesso motivo ha ricevuto un'espressione facciale per ogni posa. Sonic non sa nuotare a causa di un presupposto sbagliato da Yuji Naka che tutti i ricci non potevano farlo, finché non vide la foto di un riccio che nuotava in una piscina. Dal 1998 ad oggi, da quando la sua personalità è stata meglio definita, Sonic stesso afferma di non amare l'acqua oltre a non saper nuotare.
Nei concept iniziali, oltre ad avere un aspetto più vispo dalle forme arrotondate, faceva parte di una band con cui ballava la break dance e aveva una ragazza umana di nome Madonna, ispirata a Jessica Rabbit e con un ruolo simile alla Principessa Peach. Tuttavia, un team di SEGA of America ha eliminato questi elementi per addolcire e semplificare il personaggio per un pubblico americano, dato che era adatto soltanto per un pubblico giapponese e, soprattutto per quanto riguarda Madonna, troppe analogie al franchise di Mario. Secondo il profilo ufficiale, Sonic è alto 100 cm e pesa 35 kg; fino al 2022 aveva inoltre l'età specificata di 15 anni. Il design originale del personaggio da Naoto Oshima era con aculei corti, un corpo rotondo, le iridi degli occhi non visibili, e come abbigliamento dei guanti bianchi e scarpe rosse con una stringa bianca tenuta da una fibbia dorata. L'immagine con questo motivo è stato disegnato da Akira Watanabe e posto sul boxart del gioco Sonic the Hedgehog per Mega Drive e nella maggior parte dei successivi videogiochi Sonic è caratterizzato da un aspetto simile. Nel seguito Sonic the Hedgehog 2 le proporzioni di Sonic sono cambiate, l'originale 1:2 al rapporto di altezza è cambiato in 1:2,5.
Nel 1998 Yuji Uekawa (creatore e attuale disegnatore degli altri personaggi principali), curò il restyling del personaggio ridisegnandolo dal carattere più adulto, con il corpo e le gambe più slanciate, aculei più sparati e gli occhi di colore verde dandogli un aspetto più nipponico; tale design venne utilizzato a partire dal gioco Sonic Adventure. Solo in Sonic 06 ha un aspetto ulteriormente modificato, più adulto e slanciato per interagire meglio con gli umani in ambienti realistici.

## Profilo del personaggio

### Carattere e indole
Sonic the Hedgehog è un riccio blu antropomorfo (in italiano viene spesso erroneamente indicato come porcospino) nato con la capacità di muoversi a velocità supersonica. Vivendo "libero come il vento", Sonic è sempre alla ricerca di avventure e di nuove sfide, nelle quali si ritrova a salvare il mondo e proteggere gli innocenti dalle minacce circostanti, in particolare dal suo arcinemico dottor Ivo "Eggman" Robotnik e il suo esercito di robot. Di solito vede i suoi atti temerari ed eroici come un'opportunità per divertirsi, poiché per lui salvare il mondo non è una grande impresa, ma un altro episodio emozionante della sua vita. È un personaggio carismatico, socievole, ottimista, accomodante e spensierato, nonché estremamente benevolo e guidato da un forte senso di giustizia e correttezza. Nonostante il suo animo gentile e coraggioso, Sonic ama essere al centro dell'attenzione e ha molta fiducia in sé stesso, il che lo può rendere anche impertinente, irascibile, impaziente ed arguto; a causa della sua natura impulsiva, può anche essere sconsiderato e svelto ad agire prima di pensare. Il suo bisogno di libertà lo rende anche nervoso ed irrequieto se viene rinchiuso per troppo tempo. Quando si trova in difficoltà, si comporta come se nulla possa fermarlo, ma in tempi di crisi assume atteggiamenti seri ed aggressivi, concentrandosi intensamente sul compito da svolgere.
È sempre aiutato dal suo fido compagno Miles "Tails" Prower, da lui preso sotto sua ala protettrice come un fratello, e da altri amici come Knuckles the Echidna, in precedenza suo rivale, e Amy Rose, costantemente intenzionata a sposare il riccio blu malgrado il disinteresse di quest'ultimo. A Sonic non piace l'acqua, perché non sa nuotare, e va matto per i chili dog, il suo cibo preferito. Una battuta tipica del riccio è "Long time no see!", tradotto in italiano come "È da un po' che non ci vediamo!" o "Chi non muore si rivede!", che infatti utilizza spesso quando si imbatte in qualche suo conoscente. Tipico del riccio blu è anche l'indice alzato.
Le avventure del riccio blu si svolgono su una versione alternativa della Terra, popolata sia da umani che da animali antropomorfi. Nella versione inglese di alcuni manuali di gioco (Sonic the Hedgehog CD, Sonic the Hedgehog Spinball, Sonic the Hedgehog: Triple Trouble e Dr. Robotnik's Mean Bean Machine) e nei cartoni e fumetti statunitensi, il pianeta prende il nome di Mobius; tale nome non è stato utilizzato nei manuali originali giapponesi, ad eccezione di Sonic the Hedgehog Spinball, il quale venne prodotto negli Stati Uniti come continuità alla serie animata statunitense Sonic the Hedgehog SatAM. Nel volume 7 del servizio newsletter Sega Players Enjoy Club del novembre 1990, è stata pubblicata un'immaginaria intervista di Sonic, nel quale egli dichiarava di essere nato su un'isola chiamata "Christmas Island" ("Isola di Natale"), la quale non è mai apparsa nei giochi e media correlati.

### Abilità caratteristiche

Quando Sonic salta assume la forma di una palla, il che gli permette anche di rotolare

Come suggerisce lo stesso nome, è noto per la sua super velocità, che lo rende dinamico e scattante nei livelli di gioco e gli permette di oltrepassare il muro del suono. Caratteristica del personaggio è infatti sempre stata sin dal primo capitolo quella di correre tra le trappole ed eliminare i nemici di gioco a gran velocità. Tale abilità gli permette anche di percepire i pericoli, svolgere compiti, imparare nuove cose molto rapidamente e anche aumentare la potenza dei propri colpi.
Tra le sue mosse e tecniche più ricorrenti, si possono citare:
- Attacco Avvitato (スピンアタック?, Supin Atakku, "Spin Attack"): presente dal primo gioco, con questa mossa può rotolare verso il nemico e lanciarsi sfruttando la sua energia cinetica.
- Scatto Avvitato (スピンダッシュ?, Supin Dasshu, "Spin Dash"): introdotto in Sonic the Hedgehog 2, è una tecnica che deriva dalla sua velocità e gli consente di caricare ruotando sul posto per poi sfrecciare a grande velocità contro i nemici, superare rampe, acceleratori, giri della morte e ostacoli.
- Insta scudo o insta shield: introdotto per la prima volta in Sonic 3 e in Sonic & Knuckles,consiste in uno scudo formato da aculei che permette di respingere alcuni attacchi nemici, insieme a questa abilità sono arrivati anche gli scudi elettrici, d'acqua e di fuoco.Questa abilità è stata introdotta anche in altri giochi come,per esempio, Sonic Mania
- Attacco a ricerca (ホーミングアタック?, Hōmingu Atakku, "Homing Attack"): introdotto in Sonic 3D: Flickies' Island, gli permette di attaccare i suoi avversari all'istante muovendosi come un missile a guida infrarossa ed eseguendo delle combo. Il più delle volte dipende dal salto e si attiva premendo nuovamente il pulsante salto: in mancanza di un qualsiasi bersaglio (nemici, molle, scatole oggetto ecc.) Sonic esegue lo Scatto aereo (ジャンプダッシュ?, Janpu Dasshu, "Jump Dash"), simile al potere dello scudo di fuoco; a partire da Sonic Unleashed funziona solo quando appare l'apposito cursore, mentre solo in Sonic Frontiers non dipende dal salto. Nell'edizione italiana di Sonic 06 viene chiamato "Attacco Guidato".
- Scatto verticale (ドロップダッシュ?, Doroppu Dasshu, "Drop Dash"): introdotto in Sonic Mania, è una variante dello Scatto Avvitato che si attiva premendo nuovamente il pulsante per saltare (o tenendolo premuto) durante un salto avvitato. È molto utile, versatile e più rapido da effettuare rispetto allo Scatto Avvitato. Sonic Frontiers segna il primo capitolo in cui viene usato da Sonic Moderno.
- Turbo (ブースト?, Būsuto, "Boost", noto anche come "Sonic Boost o "Super Boost"): introdotto in Sonic Rush, permette a Sonic di scattare e fare super accelerazioni fino addirittura a rompere il muro del tempo e sbaragliare gli avversari, distruggendoli con potenti combo. In Sonic Frontiers, quando si raccoglie la capacità massima di ring, si ottiene il Turbo potente (パワーブースト?, Pawā Būsuto, Power Boost); quando viene usato, Sonic emana un'aura folgorante ispirata ai poteri elettrocinetici che ha nei film live-action.[27]
- Scatto fulmineo (ライトスピードダッシュ?, Raito Supīdo Dasshu, "Light Speed Dash"): introdotto in Sonic Adventure, permette a Sonic di eseguire uno scatto alla velocità della luce seguendo una fila di Ring, molto utile per raggiungere punti altrimenti inaccessibili. Inizialmente occorreva un apposito potenziamento. Il potere del Turbine verde ha un'abilità simile chiamata Scatto Ring (Ring Dash).

Sonic è anche molto agile, ed è abile nel combattimento corpo a corpo grazie alla sua rapidità, sapendo tirare in particolare calci per lottare (essendo abituato a usare le gambe). Grazie alla sua estrema velocità può eliminare i nemici prima che possano attaccare (non per niente nella serie IDW viene descritto come "l'essere vivente più veloce").
Nei livelli dei giochi Sonic raccoglie dei Rings d'oro sparsi per il mondo, ovvero dei grossi anelli fluttuanti. I rings fungono da strato di protezione contro i pericoli: se Sonic ne tiene almeno uno con sé quando urterà contro un nemico o un ostacolo, sopravviverà. Tuttavia, tutti i rings in suo possesso verranno sparsi per la mappa, lampeggiando e scomparendo poco dopo se non vengono raccolti subito. Se viene colpito senza rings, perderà una vita. Raccogliendone cento in alcuni giochi si può ottenere inoltre una vita extra.
Nella serie animata Sonic Underground, sa suonare una chitarra elettrica che può usare come un laser.

### Design e look del personaggio
Nel design del personaggio usato dal 1998 in Sonic Adventure, il riccio è stato ridisegnato con un carattere più adulto, il corpo e le gambe più slanciate e gli occhi di colore verde dandogli un aspetto più realistico per i giochi. Questa controparte è detta Sonic Moderno (Modern Sonic) e ha interagito con la sua controparte classica (Classic Sonic) in Sonic Generations. Nei videogiochi Sonic ha 15 anni, nei fumetti spin-off dell'Archie Comics, invece, ne ha 17.
Nel franchise spin-off Sonic Boom (composto dai giochi Sonic Boom: L'ascesa di Lyric, Sonic Boom: Frammenti di cristallo, Sonic Dash 2: Sonic Boom e Sonic Boom: Fuoco e ghiaccio, dall'omonima serie animata e dall'omonima serie a fumetti), il personaggio ha subito un nuovo design: le braccia beige sono diventate blu come il resto del corpo, porta delle fasce sportive attorno alle mani e alle scarpe (come un giocatore di football americano), e indossa un foulard marrone sul collo.

### Trasformazioni

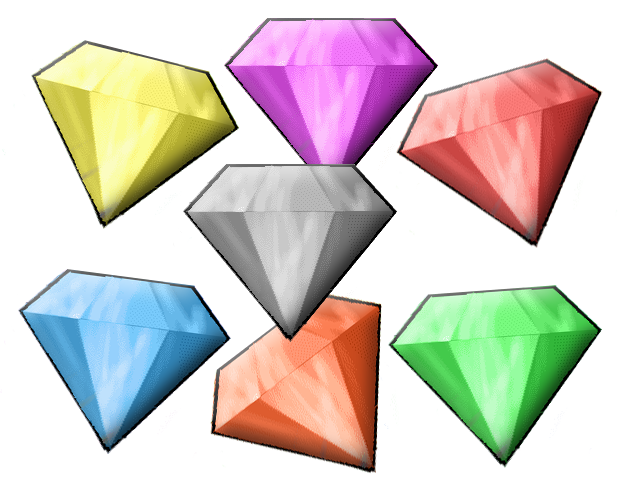
I sette Smeraldi del Caos

Oltre alle sopra citate abilità, Sonic the Hedgehog può usare a piacimento l'energia degli Smeraldi del Caos che, una volta riuniti tutti e 7, gli permettono di trasformarsi accrescendo la propria energia e potenza. Tale trasformazione fa di lui Super Sonic (スーパーソニック?, Sūpā Sonikku). In questo stato il riccio acquisisce poteri inimmaginabili (tra cui la capacità di volare), il suo pelo blu diventa dorato, i suoi occhi rossi, gli aculei si curvano verso l'alto ed è avvolto da un'aura che sprigiona la sua quasi invulnerabile potenza (similmente al Super Saiyan di Dragon Ball). È la trasformazione di Sonic indubbiamente più famosa, in quanto è apparsa in gran parte dei videogiochi della serie.
Il personaggio non è l'unico a godere di tale trasformazione: infatti anche i personaggi di Shadow, Silver, Knuckles, Metal Sonic e Tails, raccolti i sette Smeraldi del Caos, assumono caratteristiche simili a quelle di Super Sonic.
Nella linea narrativa L'ultimo orizzonte di Sonic Frontiers, Sonic riesce a potenziare la sua forma Super con la cyber corruzione, diventando Super Sonic 2 e, spingendo la corruzione al massimo, Super Sonic Cyber. Subito dopo aver distrutto The End, il protagonista perde definitivamente la cyber corruzione e, di conseguenza, l'accesso a queste due forme.
Nella seconda parte di Sonic 3 & Knuckles, raccogliendo tutti i sette Super Smeraldi (Super Emeralds) è possibile sbloccare Hyper Sonic (ハイパーソニック?, Haipā Sonikku), una trasformazione decisamente più pura e potente della Super, tanto da annientare in un colpo tutti i nemici presenti sullo schermo quando si preme il pulsante per saltare durante un salto. In questa forma il colore del pelo di Sonic si alterna nei colori delle sette gemme, cambiando così rapidamente da sembrare sempre bianco argentato.
Altre forme sono apparse esclusivamente in alcuni giochi, quali:
- Darkspine Sonic (ダークスパインソニック?, Dākusupain Sonikku), appare solamente in Sonic e gli Anelli Segreti ed è ottenuta dall'assorbimento di tre dei sette anelli mondiali quali la rabbia, l'odio e la tristezza. In questa forma, le pupille scompaiono, il pelo del protagonista diventa indaco con due strisce bianche verticali da sopra al muso alla fine dell'aculeo superiore centrale e acquisisce pirocinesi, tetrocinesi e aerocinesi;[33]
- Sonic the Werehog (ソニック・ザ・ウェアホッグ?, Sonikku za Weahoggu)[35][36] (noto anche come Werehog Sonic) appare solamente in Sonic Unleashed[33][35][36] e nel breve film d'animazione Sonic: Night of the Werehog, ottenuta da un macchinario che Eggman usa all'inizio del suddetto gioco per assorbire l'energia del Caos da Super Sonic e i sette Chaos Emerald per caricare il suo cannone e sparare alla terra rompendola in sette continenti, liberando quindi Dark Gaia e trasformando il riccio in una specie di licantropo ad ogni notte . In tale forma, Sonic perde la sua normale velocità, ma le sue braccia diventano elastiche e acquisisce una forza sovrumana. Subito prima dello scontro finale, Dark Gaia assorbe la sua energia dal corpo di Sonic, togliendo quindi al protagonista l'assunzione di questa forma;
- Excalibur Sonic (エクスカリバーソニック?, Ekusukaribā Sonikku)[33] appare solo in Sonic e il Cavaliere Nero e viene usata dal protagonista per battere Merlina nello scontro finale. Quando è trasformato in Excalibur, il riccio indossa un'intera armatura da cavaliere medievale dorata con un mantello e un pennacchio rosso sull'elmo.[33]

Nella serie a fumetti Sonic the Hedgehog, oltre alla super forma esistono molteplici trasformazioni di Sonic, che variano dalle più pure alle più oscure, a seconda delle situazioni. Le varie trasformazioni apparse sono Ultra Sonic e tre sottovarianti note come Solar Sonic, Eco Sonic e Polar Sonic. Queste tre varianti compaiono una sola volta mentre il protagonista, già trasformato in Ultra, corre rapidamente attraverso il deserto (Solar), la giungla (Eco) e i ghiacci polari (Polar).
Un'altra trasformazione apparsa esclusivamente nella serie a fumetti è Mecha Sonic, ovvero Sonic trasformato in robot da Eggman nel fumetto numero 39; nonostante ciò, Knuckles the Echidna si fa robotizzare volontariamente da altri compagni di Sonic trasformandosi in Mecha Knuckles, e dopo aver affrontato Mecha Sonic e averlo battuto, entrambi si fanno derobotizzare. La trasformazione in Mecha Sonic avviene anche nel numero 118 dopo essersi fatto robotizzare di proposito insieme a Miles "Tails" Prower (che diventa Mecha Tails) dai Bem, una razza aliena, per affrontare Eggman.
La forma Super compare anche nella serie a fumetti Sonic the Comic della Fleetway, dove ha subito un'incarnazione totalmente diversa: sebbene Sonic abbia sempre lo stesso aspetto dell'originale, diventa malvagio, sadico, violento, psicopatico, con il gusto di uccidere e con occhi a spirale. Tale trasformazione avviene se Sonic è stressato o si espone agli Smeraldi. Per riconoscerla, molti fan l'hanno ribattezzata Fleetway Sonic.
Nell'anime Sonic X, oltre a saper gestire la Super Trasformazione, Sonic, seppur inconsciamente, sprigiona per la prima volta una trasformazione alternativa, rendendolo più aggressivo e incontrollabile: diviene Dark Sonic (noto anche come Dark Super Sonic) che, come suggerisce il nome, è la controparte oscura di Super Sonic. Le troppe emozioni negative e i risentimenti nei confronti dei suoi nemici giurati, hanno creato le condizioni necessarie per la trasformazione oscura, mentre la forza incontrollabile viene alimentata dalla sua furia devastante. Nonostante tale trasformazione compaia in un solo episodio, tale scena è diventata una delle più famose dell'intero anime.

### Doppiaggio

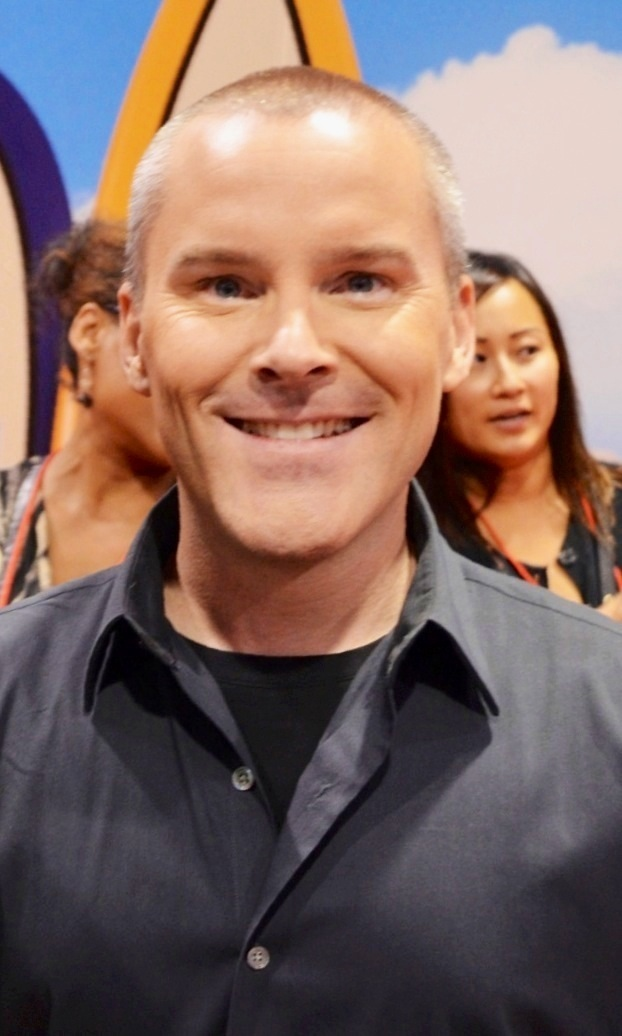
Roger Craig Smith nel 2013

Sonic venne animato per la prima volta dal fumettista Riccardo Mazzoli per i primi spot televisivi italiani e doppiato da Jerry Calà, anche se secondo altre fonti fu in realtà uno speaker ingaggiato dalla Giochi Preziosi.
La prima voce di Sonic in un videogioco fu di Takeshi Kusao, che lo doppiò nei giochi Waku Waku Sonic Patrol Car, SegaSonic Cosmo Fighter Galaxy Patrol e SegaSonic the Hedgehog usciti in sala giochi corrispettivamente nel 1991 per il primo titolo e nel 1993 invece per i restanti due. In Sonic CD, il personaggio venne doppiato attraverso delle piccole clip vocali da Keiko Utoku. Nel titolo pronuncia solo due frasi: la prima è "I'm outta here!", che tradotto significa "Me ne vado da qui!", la quale viene esclamata quando il personaggio viene lasciato fermo per tre minuti consecutivi e la seconda è "Yesǃ" che viene pronunciata quando il giocatore ottiene una vita extra.

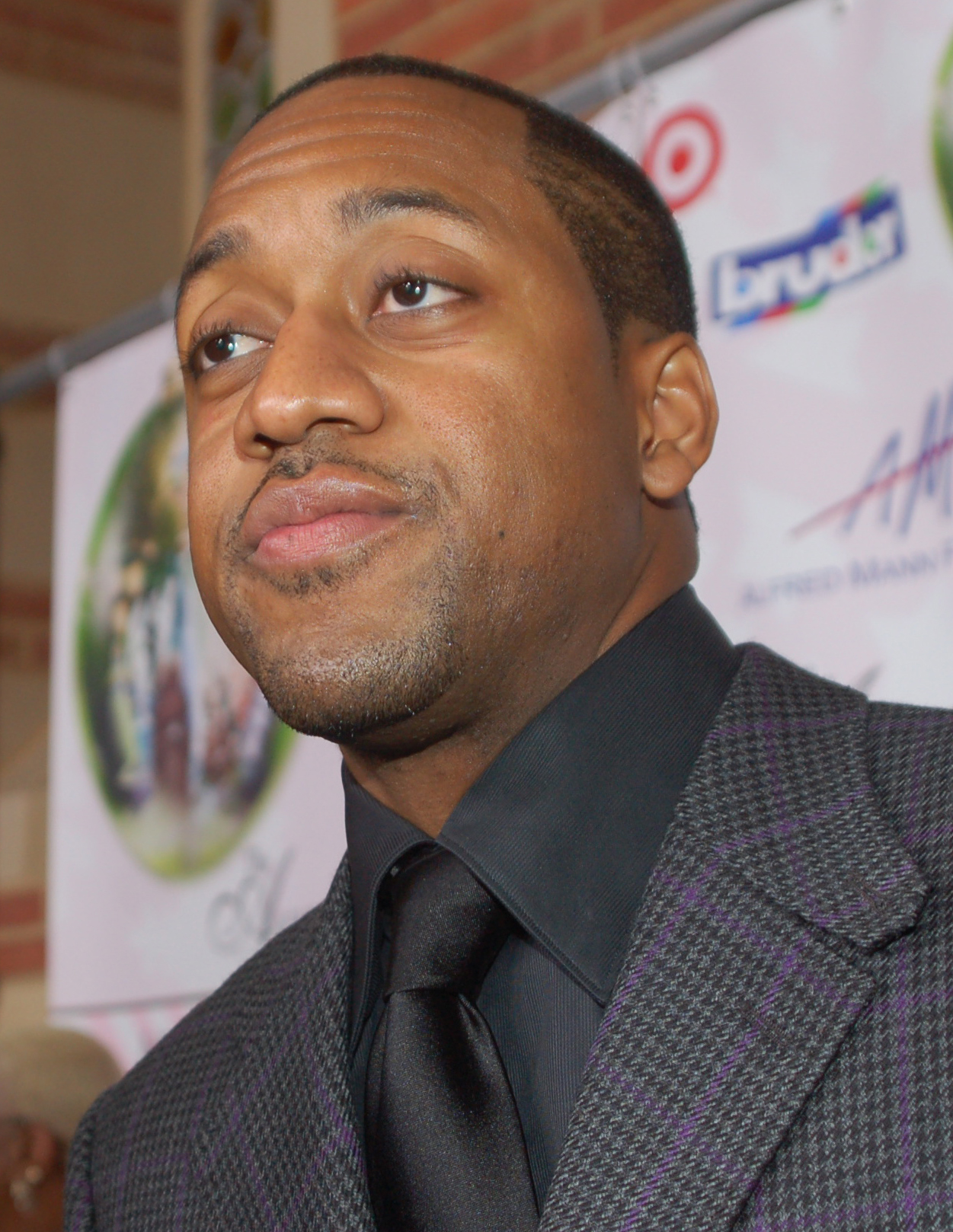
Jaleel White nel 2010

La prima voce americana del personaggio invece compare solamente nel 1993, dove Jaleel White lo doppia nelle serie animate: Le avventure di Sonic, Sonic the Hedgehog SatAM e Sonic Underground. Nella versione giapponese delle prime due serie animate, Le avventure di Sonic e Sonic the Hedgehog SatAM, il protagonista viene doppiato da Kappei Yamaguchi mentre in Sonic Underground viene doppiato da Keiko Toda.
Nell'OAV, Sonic the Hedgehog del 1996, Sonic viene doppiato corrispettivamente da Masami Kikuchi nella versione giapponese e da Martin Burke nella versione americana. Nel titolo educativo per i computer basati su Microsoft Windows, Sonic's Schoolhouse, Sonic viene doppiato da Meg Inglima.
Dal gioco Sonic Adventure uscito nel 1998, Sonic possiede finalmente un doppiatore vero e proprio, ovvero Jun'ichi Kanemaru, che lo doppiò anche nella versione giapponese dell'anime Sonic X e della serie animata Sonic Boom e Sonic Prime. Quando il personaggio assume la forma di Werehog in Sonic Unleashed e nel cortometraggio Sonic: Night of the Werehog viene invece interpretato da Tomokazu Seki. Nel film Sonic - Il film viene doppiato da Taishi Nakagawa.
Il doppiatore principale del riccio blu fu Ryan Drummond nelle versioni americane dei vari videogiochi. Ryan Drummond doppiò Sonic in Sonic Adventure, Sonic Shuffle, Sonic Adventure 2, Sonic Battle, Sonic Heroes, Sega Superstars e Sonic Advance 3.
Dal 2005 Ryan Drummond fu sostituito con Jason Griffith che iniziò a doppiare il riccio blu nelle versioni americane di Sonic X e dei videogiochi Shadow the Hedgehog e Sonic Rush, così facendo ottenne il posto come voce ufficiale di Sonic fino al 2010. Nel 2010, SEGA decise di cambiare i doppiatori dei vari personaggi sostituendo Jason Griffith con Roger Craig Smith, sua voce attuale a partire dai giochi Sonic Free Riders e Sonic Colours (ruolo mantenuto anche nei film Disney Ralph Spaccatutto e Ralph spacca Internet) oltre che nell'episodio di crossover di OK K.O.!. Nella serie animata Sonic Prime viene doppiato da Deven Mack.
Nel film Sonic - Il film viene doppiato da Ben Schwartz da ragazzo e da Benjamin L. Valic da bambino. Nelle scene in cameo nel film Cip & Ciop agenti speciali viene doppiato da Tim Robinson.
Sonic è doppiato in lingua italiana da Pietro Ubaldi nelle serie animate Le avventure di Sonic, Sonic the Hedgehog SatAM e Sonic Underground, da Fabrizio Vidale nell'anime Sonic X, da Renato Novara nei videogiochi a partire da Sonic Generations oltre che nella serie live-action (Sonic - Il film, Sonic 2 - Il film, Knuckles e Sonic 3 - Il film) e nella serie animata Sonic Prime. Daniele Raffaeli lo doppia nella serie animata Sonic Boom e nell'episodio crossover di OK K.O.!. Viene inoltre doppiato da Patrizia Mottola da bambino in Sonic SatAM, da Francesco Pezzulli nei film d'animazione Disney Ralph Spaccatutto del 2012 e Ralph spacca Internet del 2018, da Luca Tesei da bambino in Sonic - Il film e Luca Mannocci nel film Cip & Ciop agenti speciali.

## Popolarità

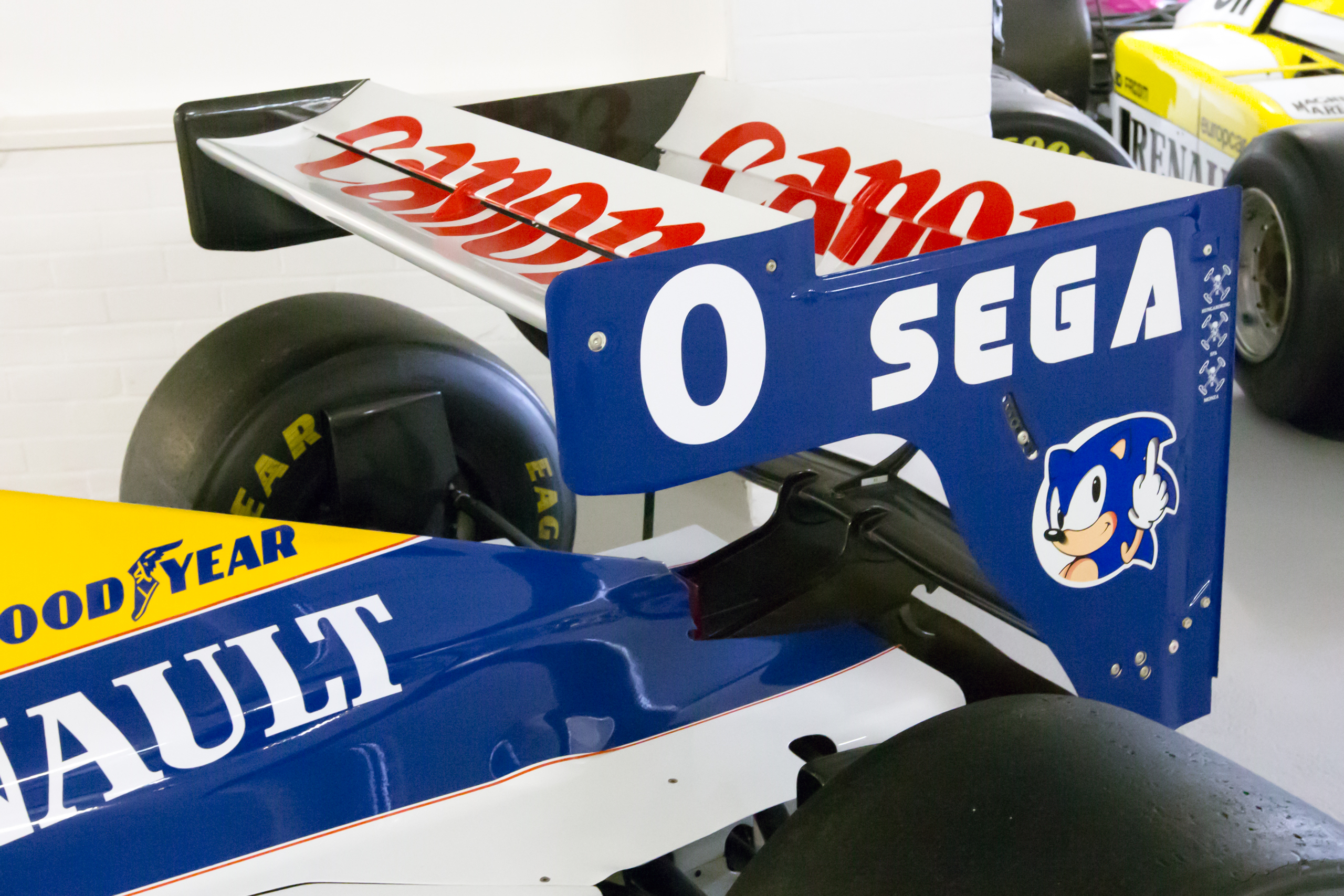
Sonic e il logo SEGA su una Williams FW15C.

Nintendo Power ha elencato Sonic come la sesta più grande icona dei videogiochi. Nel 2004, il personaggio ha vinto un Golden Joystick come "The Sun Gaming Ultimate Hero". Il 21 ottobre 2008, Sonic è stato votato come il più popolare personaggio dei videogiochi nel Regno Unito con un voto del 24% su 500 persone, mentre il suo vecchio rivale Mario è arrivato secondo con il 21% dei voti. In seguito, alla fine del 2008, la MSN ha tenuto un sondaggio su chi fosse il più iconico personaggio dei videogiochi, e Sonic è stato classificato 1°, mentre Mario e Lara Croft sono arrivati in seconda e in terza posizione, rispettivamente.
Nel 2011, Empire lo ha classificato come il 14° più grande personaggio videoludico, ed è stato votato 10° nella Top 50 dei personaggi dei videogiochi migliori di tutti i tempi nel Guinness dei primati del 2011. Ken Balough, brand manager associato di SEGA, descrisse il personaggio come "Una leggenda di gioco, prima di tutto, che ha avuto origine da una serie che ha definito una nuova generazione nella storia dei videogiochi, e la sua personalità iconica è l'epitome di velocità nei primi anni '90, spingendo i limiti di quello che i giocatori sapevano e aspettavano dall'azione ad alta velocità e giochi platform". Nel 2010 i lettori giapponesi della popolare rivista Famitsū, hanno votato Sonic come il decimo personaggio più amato dei videogiochi.

## Apparizioni

### Videogiochi
Dal 1991 al 2024, Sonic è apparso come protagonista in oltre una sessantina di titoli usciti per differenti piattaforme, tra cui arcade e portatili. La maggior parte dei titoli sono platform, ma non mancano presenze nei generi sportivo (in particolare simulatori di guida), d'avventura dinamica, azione, picchiaduro, di ruolo o educativo, oltre che ad un cupo spin-off sparatutto in terza persona.

#### Principali

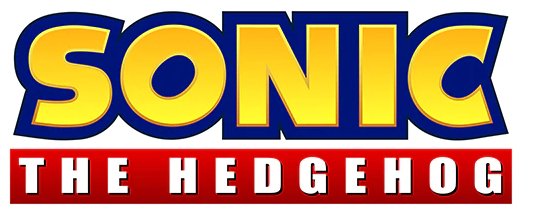
Logo dell'omonima serie

L'esordio videoludico del personaggio è stato in un gioco di corse automobilistiche, Rad Mobile, semplicemente sotto forma di un deodorante per ambienti in una delle auto. In seguito apparve in un omonimo gioco a piattaforme come protagonista, Sonic the Hedgehog per il Sega Mega Drive e Sega Genesis, considerato come uno dei migliori videogiochi di tutti i tempi e che introdusse anche la sua nemesi Dottor Ivo Robotnik. Nella sua prima avventura, Sonic deve sconfiggere il malvagio scienziato, il quale ha imprigionato gli animali all'interno di robot e rubato i magici Smeraldi del Caos. Il suo celebre amico volpe a due code Miles "Tails" Prower lo raggiunse nel sequel del gioco, Sonic the Hedgehog 2, del 1992. Sonic the Hedgehog CD, uscito nel 1993, ha introdotto la sua presunta fidanzata, Amy Rose, e il ricorrente clone robotico doppelgänger, Metal Sonic. Già da allora il personaggio era caratterizzato dalla sua super-velocità e la disponibilità per salvare il mondo dal malvagio dottore. In Sonic the Hedgehog 3 e il suo sequel diretto Sonic & Knuckles, entrambi pubblicati nel 1994, vedono nuovamente Sonic e Tails in una nuova battaglia contro Robotnik, con la minaccia supplementare di Knuckles the Echidna, ingannato da Robotnik, il quale gli ha fatto credere che i due siano la vera minaccia e che siano intenzionati a rubare il Master Emerald, un potente Smeraldo di cui Knuckles è il guardiano. Sonic riapparve due anni dopo in Sonic 3D: Flickies' Island, caratterizzato da una grafica isometrica che mischia elementi 2D con altri 3D. Sonic the Hedgehog 4 (2010-2012) è un gioco diviso in due capitoli che continua da dove era stato interrotto il terzo capitolo, riducendo Sonic come unico personaggio giocabile; il secondo episodio vede il ritorno del riccio insieme a Tails come compagno, e Metal Sonic come nemico ricorrente.

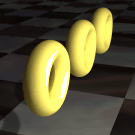
Anelli fluttuanti simili ai Rings che Sonic raccoglie nei giochi

Altri platform bidimensionali con protagonista Sonic includono Sonic Chaos (1993), Sonic Triple Trouble (1994), Sonic Blast (1996), Sonic the Hedgehog Pocket Adventure (1999), Sonic Advance (2001), Sonic Advance 2 (2002), Sonic Advance 3 (2004), Sonic Rush (2005), Sonic Rush Adventure (2007) e Sonic Colours (DS, 2010), tutti pubblicati per le console portatili.
Sonic Adventure (1998), primo titolo della serie principale completamente in 3D (il vero primo gioco in 3D della serie è lo spin-off Sonic R), segnò il ritorno del personaggio in un gioco importante. Ha infatti caratterizzato Sonic in ritorno dalle vacanze per salvare la città, sotto attacco da un nuovo nemico chiamato Chaos, controllato da Robotnik (ora conosciuto come Dr. Eggman). È stato anche il primo gioco di Sonic ad essere caratterizzato da un completo voice-over. Il seguito Sonic Adventure 2 (2001) vede Sonic in fuga dai militari GUN dopo essere stato scambiato per Shadow the Hedgehog, personaggio risvegliatosi da una lunga ibernazione e creato 50 anni prima dal nonno di Eggman, il professor Gerald Robotnik. Shadow sarà inizialmente un rivale del riccio blu, in cerca di vendetta contro l'umanità per l'omicidio di Maria, sua amica e nipote di Gerald, nonché cugina di Eggman; tuttavia, i due ricci si alleeranno per salvare la Terra da una distruzione imminente a seguito del rendimento di Shadow. Sonic Heroes (2003) presenta un Team composto da Sonic, Tails e Knuckles, insieme ad altre squadre di personaggi, uniti contro Metal Sonic, il quale ha tradito il suo padrone Eggman con l'intenzione di dominare il mondo. In Sonic the Hedgehog (2006) il riccio deve salvare la principessa Elise dal Dr. Eggman nel tentativo di evitare una nuova minaccia per la propria vita, Silver the Hedgehog. Sonic è anche l'unico personaggio giocabile in Sonic Unleashed (2008) e Sonic Colours (2010), entrambi riguardanti una nuova minaccia da parte di Eggman. Per il ventesimo anniversario del riccio blu uscì Sonic Generations (2011), che presenta due incarnazioni giocabili di Sonic: il giovane "classico", il cui gameplay è presentato in uno stile che ricorda i titoli Mega Drive e il "moderno", che usa lo stile di gioco presente in Unleashed e Colors, passando attraverso le fasi di giochi del passato per salvare i loro amici. Offre anche varie canzoni a tema, tra cui le versioni moderne, che possono essere selezionati da tutta la storia dei 20 anni di Sonic.
Sonic e gli Anelli Segreti (2007) dispone di un mondo fiabesco tratto da Le mille e una notte e ha avuto un sequel, intitolato Sonic e il Cavaliere Nero (2009), che ha continuato il tema delle fiabe, questa volta prendendo il regno della leggenda di Re Artù.
Nel 2013, Sega ha annunciato il gioco Sonic Lost World per Wii U e Nintendo 3DS; la versione Wii U è poi uscita su Steam nel 2015.
Nel 2017 è uscito Sonic Mania, che si colloca cronologicamente dopo gli avvenimenti di Sonic & Knuckles. Qui, Eggman rileva una fonte di potere potentissima, la Gemma del Tempo, e manda cinque EggRobo, gli Hard Boiled Heavies, a recuperarla. Nello stesso momento in cui la Gemma viene recuperata, Sonic, Tails e Knuckles vengono attirati dal suo potere, che li spedisce nel tempo. Dalla critica è considerato il miglior gioco di Sonic in 2D degli ultimi quindici anni, assieme all'edizione espansa Plus, distribuita nel 2018. Sempre nel 2017 è uscito Sonic Forces, che prevede il ritorno di Sonic classico e l'introduzione di un personaggio completamente personalizzabile secondo i gusti del giocatore; in questo gioco, per la prima volta Eggman è riuscito a sconfiggere il riccio, imprigionandolo per sei mesi e conquistando il 99% del mondo, con l'intento di mostrare i suoi lavori a Sonic per poi bandirlo al fine di costringere i suoi amici ribelli alla resa. Tuttavia Rouge scopre la situazione di Sonic, che viene riportato sulla terra assieme all'avatar del giocatore e si unisce alla Resistenza per spodestare lo scienziato. Il gioco in questione ha ricevuto critiche miste.
Nel 2019 Sonic e il suo team sono personaggi giocabili in Team Sonic Racing, primo simulatore di guida "moderno" della serie ad essere catalogato come principale. Nella modalità storia partecipa a un gran premio organizzato da Dodon Pa, dietro al quale si cela l'ennesimo piano di Eggman.
Nel 2022 è uscito Sonic Frontiers, primo titolo della saga con open world completamente interattivi; qui il riccio blu deve esplorare le Starfall Islands e raccogliere i Chaos Emerald dopo che lui e i suoi amici si sono separati cadendo attraverso un cunicolo spazio-temporale.
Nel 2023, in prossimità del giorno del pesce d'aprile, SEGA ha pubblicato un gioco visual novel scaricabile gratuitamente per macOS e PC intitolato The Murder of Sonic the Hedgehog, in cui il giocatore deve indagare sul presunto omicidio di Sonic durante il compleanno di Amy.
 Nell'ottobre dello stesso anno è uscito Sonic Superstars, titolo che riprende il gameplay a scorrimento laterale e ambientato nell'era classica. A dicembre dello stesso anno è poi uscito Sonic Dream Team, primo titolo mobile canonico, dove è giocabile ed esplora il mondo onirico assieme a Tails, Knuckles, Amy, Rouge e Cream per salvare quest'ultima con l'aiuto di Ariem, la "tessitrice dei sogni" che Eggman intende sfruttare.

#### Spin-off e crossover
Sonic è stato anche presentato in altri giochi di tanti generi diversi in 2D e 3D. Questi includono di Sonic Spinball, Sonic Labyrinth (1995), i giochi di corse di Sonic Drift (1994), Sonic Drift 2 (1995), Sonic R (1996), Sonic Riders (2006), Sonic Rivals (2006), Sonic Rivals 2 (2007), Sonic Riders: Zero Gravity (2008), Sonic Free Riders (2010), i giochi di combattimento Sonic the Fighters (1996) e Sonic Battle (2003), il gioco per cellulare Sonic Jump (2005) e il gioco di ruolo Sonic Chronicles: La Fratellanza Oscura (2008), uscito esclusivamente su Nintendo DS.
Giochi spin-off come Knuckles' Chaotix (1995), Tails e il Music Maker (1994), Shadow the Hedgehog (2005) e Shadow Generations (2024) presentano Sonic solo come cameo o personaggio secondario, mentre è completamente assente in Dr. Robotnik's Mean Bean Machine (1993), Tails' Skypatrol (1995) e Tails Adventure (1995). In Shadow the Hedgehog, oltre ad essere un personaggio di supporto, è anche uno dei tre boss finali che si incontrano a seconda delle azioni compiute da Shadow the Hedgehog, dove combatte insieme ad un robot dell'esercito militare G.U.N. chiamato Diablon.
Sonic è inoltre apparso in diversi titoli crossover, tra cui: la serie di Mario & Sonic ai Giochi Olimpici (dal 2008) che unisce i personaggi di Sonic insieme a quelli della serie di Mario della Nintendo; Super Smash Bros. (sempre di Nintendo) a partire da Super Smash Bros. Brawl (2010) che unisce molte altre serie videoludiche (come Kirby, Metroid, Mega Man, Pokémon, Bayonetta e Final Fantasy); e Sega Superstars Tennis, Sonic & Sega All-Stars Racing (2010), Sonic & All-Stars Racing Transformed (2012), Puyo Puyo Tetris 2 (2021) e Sonic Racing: CrossWorlds (2025) che racchiudono vari personaggi dei giochi SEGA. Appare anche nel crossover LEGO di Warner Bros. e Traveller's Tales, LEGO Dimensions (2016), assieme ai personaggi di molti franchise che non appartengono al mondo dei videogiochi.

#### Fuori dalla serie
Oltre alle apparizioni nei suoi videogiochi, il riccio blu compare in qualità di arbitro in Sega Game Pack 4 in 1, sotto forma di power-up in Billy Hatcher and the Giant Egg, e come sfidante nella versione per Nintendo Wii di Samba de Amigo. È anche un personaggio utilizzabile in alcuni titoli fuori dalla serie, come Virtua Striker 3, Christmas NiGHTS into Dreams, Super Monkey Ball: Banana Blitz HD, e Puyo Puyo Tetris 2.
Sono inoltre degni di nota numerosi cameo, tra cui in OutRunners (sopra cartelloni pubblicitari), J. League Pro Striker (nel logo SEGA), e Soleil (nel livello Anemone Beach), oltre alle apparizioni successive sotto forma di statua in Beach Spikers e Phantasy Star Universe, e come costume in LittleBigPlanet, Fall Guys, e Monster Hunter Rise. Ne I Simpson - Il videogioco appare in versione più anziana nel livello "Enter the Trucchix", mentre in Minecraft è disponibile il mondo di Sonic come contenuto scaricabile.
Tra i videogiochi che invece comprendono riferimenti a lui figurano Jazz Jackrabbit, Turrican 3, Shining Force II, Illbleed, e Asterix & Obelix XXL 2.

## In altri media
Oltre alla serie di videogiochi, Sonic è apparso in ben sei serie televisive, tre cortometraggi, un OAV, tre film e una miniserie televisiva a tecnica mista live-action.

### Fumetti
Oltre ai videogiochi e alle serie animate, la Archie Comics ha pubblicato una longeva serie a fumetti dedicati al riccio della SEGA nel periodo dal 1992 al 2017, dal titolo Sonic the Hedgehog. Con 20 anni di pubblicazioni e oltre 290 numeri, la serie è entrata nel Guinness World Records per essere la serie a fumetti tratta da un videogioco più longeva mai pubblicata. Il personaggio appare anche in Sonic X, Sonic Universe e Knuckles the Echidna; nel 2013 e nel 2016 Sonic è stato affiancato da Mega Man nei fumetti Sonic & Mega Man: Worlds Collide e Sonic & Mega Man: Worlds Unite. La casa editrice Egmont pubblicò un'altra serie fumettista dal titolo Sonic the Comic e, esclusivamente in Giappone, un omonimo manga della Shogakukan.

### Animazione

#### Serie animate
Sonic è stato protagonista di numerose serie televisive animate. La prima è stata Sonic (Adventures of Sonic the Hedgehog; poi replicata con il titolo Le avventure di Sonic) realizzata negli Stati Uniti da DiC Entertainment nel 1993 e trasmessa in Italia sulle reti Mediaset del gruppo Fininvest, con una sigla musicale cantata da Cristina D'Avena che celebra le virtù del personaggio:
Quello stesso anno venne prodotta una seconda serie televisiva, Sonic (nota anche come Sonic the Hedgehog SatAM), che a differenza della prima serie, possiede una storia più definita e dai toni molto più cupi. Qui Sonic fa parte di un gruppo di ribelli intenti a liberare il proprio pianeta dalla tirannia del Dr. Robotnik, qui rappresentato come un dittatore malvagio, infido, sadico, crudele assetato di potere e senza cuore. Il noto cartone venne denominato anche SatAM, abbreviazione di Saturday AM, cioè sabato mattina, giorno in cui andava in onda negli Stati Uniti D'America, paese dove ha riscosso molto successo, con ben 4,8 milioni di ascolti. Tuttavia, il calo degli ascolti delle ultime puntate portò alla cancellazione della serie prima della realizzazione della terza stagione.
A distanza di cinque anni dall'ultima serie, nel 1999, il riccio riapparve sul piccolo schermo in un terzo cartone animato, intitolato Sonic Underground. Questa serie presenta una trama separata da ogni altro media, molto differente da altre serie o videogiochi, trascurandone molti dettagli. Qui Sonic è membro di una famiglia reale che, insieme ai fratelli Manic e Sonia, cerca di far cadere il regime di Robotnik dopo che questi ha usurpato il trono alla loro madre Aleena.
Nel 2014 è andata in onda una nuova serie televisiva realizzata in computer grafica intitolata Sonic Boom, trasmessa su Cartoon Network negli Stati Uniti, mentre è uscita ad autunno 2015 sulle televisioni europee e in Italia è stata trasmessa in onda su K2 solo nel 2016. Tale cartone è inoltre il preludio di un nuovo franchise spin-off della serie originale in cui i protagonisti hanno subito un nuovo design adattandoli occidentalmente.
Nel 2018 è stata realizzata una webserie d'animazione, Sonic Mania Adventures, composta da 6 corti (5 regolari mensili più uno speciale natalizio). Il primo episodio è stato pubblicato il 30 marzo 2018 sul canale YouTube ufficiale di Sonic.
Sonic compare nella serie OK K.O.!, all'interno della puntata crossover "Let's Meet Sonic", andata in onda ad agosto 2019 in lingua originale ed il 19 gennaio 2020 in Italia tradotta semplicemente come "Sonic".
Nel 2020 viene annunciata una nuova serie animata, intitolata Sonic Prime, prodotta e distribuita da Netflix dal 15 dicembre 2022. Questa è la prima serie ad essere canonica al filone narrativo dei videogiochi in cui si narra dopo gli eventi del gioco Sonic Advance 3 (2004).

#### Anime
Sonic è apparso nell'OAV Sonic the Hedgehog, ispirato liberamente al gioco Sonic CD; il riccio supersonico dovrà scontrarsi con il suo malvagio rivale robotico Metal Sonic. È stato distribuito solo in Giappone e Nord America in VHS e DVD.
Nel 2004, il riccio blu compare nell'anime cult giapponese Sonic X, in parte ispirato ai videogiochi Sonic Adventure, Sonic Adventure 2 e Sonic Battle. In questa occasione, Sonic e i suoi amici vengono teletrasportati sulla Terra e necessitano degli Smeraldi del Caos per tornare sul loro pianeta d'origine. In Giappone la serie è rivolta anche ad un pubblico più adulto, mentre nella maggior parte delle trasmissioni estere è stata trasmessa la versione censurata da parte dell'azienda americana 4Kids Entertainment, la quale ha reso l'anime adatto ad un pubblico ben più giovane. La sigla italiana è cantata da Giacinto Livia, che celebra nuovamente le virtù del personaggio ma in un tono più eroico:

#### Corti
Nel 1997 fu realizzato un cortometraggio Sonic - Man of the Year, della durata di circa 2 minuti e presente nei contenuti extra di Sonic Jam.
Nel 2008 uscì un cortometraggio realizzato in computer grafica 3D, dal titolo Sonic: Night of the Werehog, della durata di circa 12 minuti e realizzato come promozione per il gioco Sonic Unleashed.

### Serie live-action (Paramount)

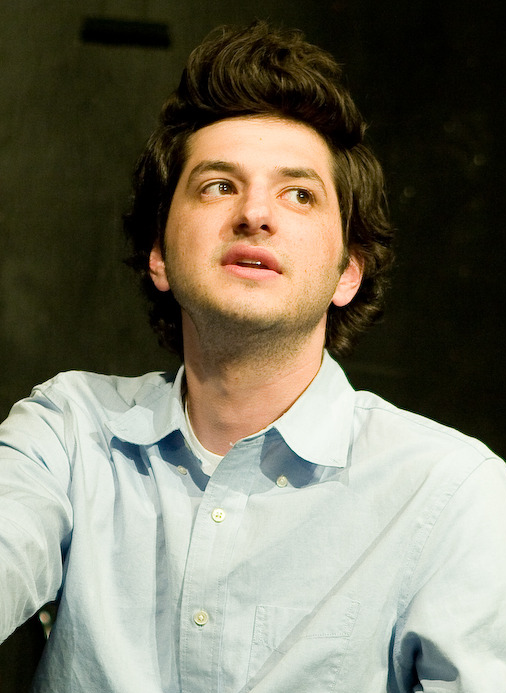
Ben Schwartz, doppiatore di Sonic nella serie live-action

#### Film
Nel 2020 è stato distribuito un film a tecnica mista basato sulla serie del riccio blu, intitolato Sonic - Il film (Sonic the Hedgehog), prodotto dalla Paramount Pictures in collaborazione con SEGA. Inizialmente previsto per novembre 2019, il primo trailer ricevette dure critiche in merito al design di Sonic, drasticamente cambiato. Pertanto, il film fu rimandato a febbraio 2020 in modo da riprogettare il personaggio. Il nuovo design in questione, più fedele all'originale, fu invece accolto caldamente.
Nel 2020 viene annunciato il sequel, Sonic 2 - Il film (Sonic the Hedgehog 2), uscito nelle sale ad aprile 2022. Un terzo film è uscito a dicembre 2024 . Nello stesso anno viene annunciato che uscirà anche il quarto film, previsto nella primavera del 2027.

#### Serie TV
Sonic è comparso anche come uno dei personaggi di supporto nella miniserie televisiva spin-off Knuckles (2024), in parte ispirato al videogioco Knuckles' Chaotix (1995), all'OAV Sonic the Hedgehog (1996) e alla serie a fumetti Knuckles the Echidna (1997-2000).

### Apparizioni fuori dalla serie

#### Cameo
Sonic fa capolino in numerosi film e serie televisive e d'animazione. Alcune fra le sue innumerevoli apparizioni sono le seguenti:
- Nell'episodio Marge non essere orgogliosa dei Simpson, Bart immagina che Sonic, Mario, Luigi e Donkey Kong lo incoraggino a rubare la copia di un videogioco[101], mentre nell'episodio Lo show degli anni '90, un cartello pubblicitario rappresenta Sonic che dona un anello di matrimonio ad Amy[81][102].
- Sonic è apparso nell'episodio 69 della quarta stagione del The Rosie O'Donnell Show interpretato con un costume dal suo allora doppiatore statunitense Ryan Drummond, dove distribuisce al pubblico in sala dei Dreamcast e 500 pupazzi.[103]
- Nella ventesima puntata di Megas XLR appare un personaggio chiamato Auggie che ha le sembianze di Sonic[81].
- Uno sketch nell'episodio Shoe di Robot Chicken ha come protagonista il riccio blu[81].
- Nell'undicesimo episodio di Space Ghost e Dino Boy, Space Ghost gioca al primo videogioco del riccio supersonico[81].
- Il personaggio è apparso in cameo sul grande schermo nel film d'animazione Ralph Spaccatutto, prodotto dalla Disney nel 2012. All'inizio è mostrato come annunciatore di una Pubblicità Progresso (doppiato in italiano da Francesco Pezzulli, che aveva anche doppiato Sam Speed in Sonic X) avvisando i personaggi di stare all'erta se sono al di fuori dei propri videogiochi in quanto non in grado di rigenerarsi, e in seguito fa brevi comparse in scene successive e durante i titoli di coda[104]. Compare anche nel sequel Ralph spacca Internet (2018), dove a inizio film spiega a Ralph che cos'è il web.
- Il personaggio fa un'apparizione anche nel film Ready Player One (2018)[105].
- Sonic è apparso come uno degli ignoti nella puntata del 18 febbraio 2020 del gioco a premi televisivo Soliti ignoti - Il ritorno, impersonato con un costume dal suo doppiatore Renato Novara. Il personaggio animato in CGI viene anche brevemente intervistato dal conduttore Amadeus una settimana prima come parte della campagna pubblicitaria per Sonic - Il film[106].
- Il primo design del personaggio pensato per Sonic - Il film appare nel film Cip & Ciop agenti speciali (2022), soprannominato "Ugly Sonic" e doppiato in originale da Tim Robinson e in italiano da Luca Mannocci[107].
- Nella serie animata Craig il protagonista legge un fumetto chiamato "Slide il furetto", personaggio parodia di Sonic.

#### Influenza culturale

Pallone gonfiabile gigante raffigurante Sonic durante il Macy's Thanksgiving Day Parade, New York

La popolarità del personaggio si riflette nelle sue numerose apparizioni, citazioni ed omaggi in altri media. In occasione del suo 21º anniversario, nel Macy's Thanksgiving Day Parade (una sfilata che si celebra a New York durante il giorno del ringraziamento) è stato creato un pallone gigante sembiante il noto riccio, lungo 18 metri, alto 14 e largo 8; è stato il primo personaggio dei videogiochi ad avere un proprio pallone durante la sfilata. In chimica, una proteina fondamentale nella regolazione dell'organogenesi nei vertebrati è stata chiamata "Sonic hedgehog", in suo onore. Da segnalare anche le comparse nelle sponsorizzazioni della SEGA, ad esempio: tra il 1993 e il 1997 apparve sulle divise della squadra JEF United Ichihara Chiba, mentre durante il campionato mondiale di Formula 1 1993 venne raffigurato sulle auto e caschi del team Williams Grand Prix; il trofeo del Gran Premio d'Europa 1993 aveva inoltre la forma del personaggio.
Tra gli svariati oggetti di merchandising raffiguranti Sonic e i personaggi della serie omonima, si contano t-shirt, staction figure, action figure e prodotti alimentari, oltre a un gioco di carte collezionabili e versioni speciali di Monopoly e UNO dedicati al riccio. Innumerevoli oggetti di merchandising a lui ispirati, distribuiti in Italia da Giochi Preziosi, furono presentati in televisione in Italia da Sonic e Jerry Calà, che gli prestò anche la voce. Nel 2023, Sonic sarà inoltre la mascotte del Jupiter Icy Moons Explorer, un veicolo spaziale realizzato dall'Agenzia spaziale europea.
Con l'uscita del primo gioco omonimo, Sonic ispirò altre mascotte animali di altri titoli a piattaforme, tra cui: Bubsy in Claws Encounters of the Furred Kind, James Pond 3: Operation Starfish, Earthworm Jim, Radical Rex e Superfrog. Nella generazione successiva di console l'idea di avere come mascotte un animale fu ripresa per altri titoli di grande successo come Crash Bandicoot, Spyro the Dragon, Croc: Legend of the Gobbos e Gex per PlayStation, che citarono Sonic come fonte di maggiore ispirazione.